# Come into My World
Come Into My World è un brano pop-dance cantato dalla cantautrice australiana Kylie Minogue per il suo ottavo album Fever del 2001. 

## Informazioni

### Antefatti
Inizialmente, con l'uscita di Love at First Sight non erano previsti ulteriori singoli dall'album Fever. Tuttavia, i fan della cantante reclamavano a gran voce un ulteriore singolo, che ha portato Parlophone ad accogliere la richiesta.
Nell'estate 2002 sono quindi iniziate le speculazioni sulla scelta del quarto brano da estrarre da Fever. La casa discografica della Minogue aveva selezionato: Fragile, Your Love e Come Into My World. Si è poi optato per quest'ultima visto l'ottimo riscontro del pubblico alla canzone, scelta come numero di apertura per la tournée KylieFever2002. 
Nell'agosto 2002 i rumor volevano Come Into My World come prossimo singolo dell'album, ma non nella sua versione originaria bensì in un nuovo remix. In aggiunta, il brano sarebbe uscito come doppio Lato A con Alone Again, canzone scritta da Madonna durante le sessioni per l'album Ray of Light (1998) e ceduta alla Minogue nel 2002.  "Non credo che lei (Madonna) abbia mai dato una sua canzone a un altro artista» ha detto Minogue. «È piuttosto raro.»
Kylie ha di fatto registrato Alone Again nel 2002 ma non l'ha poi mai ufficialmente pubblicata. Come Into My World viene quindi rilasciata nella versione Radio Edit (la medesima inclusa nell'album) mentre Alone Again definitivamente scartata, anche come lato B. Il brano è tuttavia stato utilizzato nella colonna sonora del documentario White Diamond: A Personal Portrait of Kylie Minogue. La versione integrale è trapelata online, mentre la demo di Madonna rimane ad oggi inedita.

### Descrizione
Come Into My World è stato scritto da Rob Davis e Cathy Dennis. Il duo aveva precedentemente scritto Can't Get You Out of My Head e, visto l'enorme successo di quest'ultima, la casa discografica della Minogue ha commissionato a Davis e Dennis un nuovo brano sullo stesso genere da includere in Fever. Il brano è stato aggiunto all'ultimo minuto nell'album.
Musicalmente, si tratta di una traccia di synth-pop, con base dance. Dal punto di vista del testo, la canzone parla di un uomo che piace a Kylie e che lei vorrebbe invitare nel suo mondo. Come in Can’t Get You Out of My Head, ove si ripete incessantemente "la la la", analogamente in Come Into My World si ripete invece "na na na".
Nelle prime edizioni di Fever, il brano inserito risulta diverso da quello poi pubblicato. Di fatto, la versione Radio Edit, che include voci aggiuntive e una nuova produzione, è stata successivamente utilizzata nelle ristampe fisiche e digitali dell'album Fever.  
Il brano è stato ufficialmente pubblicato il 21 ottobre 2002 e ha riscosso un buon successo, soprattutto nei club americani. Ha poi vinto il Grammy Award nel 2004 come miglior brano dance.
Nel 2011 Kylie registra il brano in una versione lenta pianoforte e voce per l'album The Abbey Road Sessions (2012).

## Video
Il video del brano è stato diretto da Michel Gondry e girato a Parigi l'8 settembre 2002, nel sobborgo di Boulogne, nell'area Billancourt–Rives de Seine, all’incrocio tra Rue du Point du Jour e Rue de Solférino. Durante le riprese, la sopracitata via è stata chiusa al pubblico.
Il video, il cui processo di progettazione e mastering digitale ha richiesto quindici giorni, mostra Kylie Minogue mentre passeggia attorno ad un incrocio. A ogni giro completo, una sua copia esce da una lavanderia, e man mano che la scena si sviluppa, il numero delle Minogue cresce: alla fine, ce ne sono quattro, immerse in un caos crescente in cui anche ogni comparsa sullo sfondo è ripetuta quattro volte. Il video si conclude con l’apparizione di una quinta Kylie, proprio mentre inizia un nuovo ciclo, visibile per un istante prima che l’immagine svanisca.
Alle riprese, erano presenti cinquanta comparse, incluso l’attore russo Sacha Bourdo.
Per il video è stata usata una versione differente della canzone, leggermente ritmizzata e allungata.
Nel video, Kylie indossa una t-shirt rosa con lo stemma della bandiera italiana sulla destra, abbinata a pantaloni coordinati a motivo pied-de-poule fine marrone, con stivali al ginocchio in pelle nera di Manolo Blahnik e borsa in pelle scamosciata grigia di Chloé. L'outfit indossato fa parte della collezione maschile primavera-estate 2003 di Dolce & Gabbana.

## Esibizioni live
Il brano è stato proposto dal vivo per la prima volta durante la tournée KylieFever2002, in cui fungeva da numero di apertura. Una volta rilasciata come singolo, Come Into My World è stata cantata in diverse trasmissioni televisive europee nel corso del 2002.
La canzone era presente nelle scalette dei seguenti tour/residency:
- KylieFever2002 (2002)
- Showgirl: The Greatest Hits Tour (2005)
- Showgirl: Homecoming Tour (2006/7)
- KylieX2008 (2008)
- For You, for Me (2009)
- A Kylie Christmas (2015)
- Infinite Disco (2020)
- More Than Just a Residency (2023/24)
- Summer 2024 (2024)
- Tension Tour (2025)

## Classifiche
| Classifica (2002-03) | Posizione massima |
| -------------------- | ----------------- |
| Australia            | 4                 |
| Austria              | 59                |
| Belgio (Fiandre)     | 35                |
| Belgio (Vallonia)    | 52                |
| Canada               | 15                |
| Danimarca            | 15                |
| Francia              | 78                |
| Germania             | 47                |
| Irlanda              | 11                |
| Italia               | 13                |
| Nuova Zelanda        | 20                |
| Paesi Bassi          | 35                |
| Regno Unito          | 8                 |
| Romania              | 12                |
| Spagna               | 15                |
| Stati Uniti          | 91                |
| Svizzera             | 66                |

## Tracce e formati
UK CD 1 (CDRS6590)
1. "Come into My World" [Single Version] — 4:06
2. "Come into My World" [Ashtrax Mix] — 5:02
3. "Come into My World" [Robbie Rivera's Hard and Sexy Mix] — 7:01
4. "Come into My World" [Video]

UK CD 2 (CDR6590)
1. "Come into My World" [Single Version] — 4:06
2. "Love at First Sight" [Live Version 2002 Edit] — 4:19
3. "Fever" [Live Version 2002] — 3:43

UK DVD Single (DVDR6590)
1. "Come into My World" [Kylie Fever Live Video] — 6:12
2. "Come into My World" [Fischerspooner Mix Slow]
3. "The Making of Come into My World"

## Versioni ufficiali
Remixes
1. Fischerspooner Mix — 4:20
2. Fischerspooner Mix (Slow Version)
3. Robbie Rivera's Hard and Sexy Mix — 7:01
4. Robbie Rivera's NYC Dub — 7:05
5. Baby Ash Mix (AKA Ashtrax Mix) — 5:02
6. Joachim Garraud Mix — 6:53
7. Joachim Garraud Extended Mix — 6:51
8. Joachim Garraud Radio Edit — 3:51

Live Versions
1. Live Version 2002 (Kylie Fever Tour)
2. Ballad Live Version 2005 (Showgirl Tour)
3. Fisherspooner Remix 2008 (X2008)